# هشام عبد المنعم
هشام محمد عبد المنعم (مواليد 18 نوفمبر 1969- ) لاعب كرة قدم أردني معتزل . كان يجيد اللعب في مركز الوسط الهجومي مع منتخب الأردن الوطني والوحدات في الدوري الأردني. وهو شقيق اللاعب جهاد عبد المنعم الذي لعب أيضاً لصفوف نادي الوحدات والمنتخب الأردني. 

## الأهداف الدولية

### U-23
| # | التاريخ        | المكان | الخصم    | الأهداف | النتيجة | المنافسة                                                      |
| - | -------------- | ------ | -------- | ------- | ------- | ------------------------------------------------------------- |
| 1 | 19 سبتمبر 1991 | الرياض | السعودية | 2-1     | فوز     | تصفيات الرجال الآسيوية المؤهلة للألعاب الأولمبية الصيفية 1922 |

### مع المنتخب الوطني
| # | التاريخ           | المكان     | الخصم   | الأهداف | النتيجة | المنافسة               |
| - | ----------------- | ---------- | ------- | ------- | ------- | ---------------------- |
| 1 | 28 آب\أغسطس 1992  | مدينة عمان | العراق  | 2-0     | فوز     | بطولة الأردن الدولية   |
| 2 | 30 أيار\مايو 1993 | إربد       | باكستان | 3-1     | فوز     | تصفيات كأس العالم 1994 |
| 3 | 9 آب\أغسطس 1996   | عمّان       | باكستان | 4-0     | فوز     | تصفيات كأس آسيا 1996   |

## روابط خارجية
- اللاعب هشام عبد المنعم على موقع كووورة.